# 瑪麗·特蕾莎·德·波旁
瑪麗·特蕾莎·德·波旁（法語：Marie Thérèse de Bourbon，1666年2月1日—1732年2月22日），孔蒂親王妃，孔代親王亨利·儒勒·德·波旁的女兒。

## 家庭
1688年，瑪麗·特蕾莎與孔蒂親王法蘭索瓦-路易結婚，兩人共有1子2女：
1. 瑪麗-安妮（英语：Marie Anne de Bourbon (1689–1720)）（1689年—1720年）
2. 路易-阿曼德（1695年—1727年）
3. 路易絲-阿黛拉伊德（英语：Louise Adélaïde de Bourbon (1696–1750)）（1696年—1750年）